# 千万長者の恋人より 踊る摩天楼
『千万長者の恋人より 踊る摩天楼』（せんまんちょうじゃのこいびとよりおどるまてんろう）は、1956年12月28日公開のミュージカル映画である。松竹(大船)製作、監督は野村芳太郎。

## キャスト
- 松平凡斎：古川ロッパ
- 息子雄太：川喜多雄二
- 娘かほる：越路吹雪
- 五十嵐半太夫：日守新一
- 娘みどり：藤乃高子
- 西郷平八郎：大木実
- 高倉昭平：高橋貞二
- 中田ルリ子：朝丘雪路
- 及川ヤス子：中川弘子
- 秋池洋子：浅茅しのぶ
- 芸者幾千代：有馬稲子
- 芸者トンボ：関千恵子
- テレビ会社部長：末永功

## スタッフ
- 企画：保住一之助
- 監督：野村芳太郎
- 脚本：野村芳太郎、光畑硯郎
- 撮影：井上晴二
- 音楽：松井八郎、鏑木創
- 美術：熊谷正雄
- 録音：栗田周十郎
- 照明：加藤政男
- 編集：浜村義康
- スチール：堺謙一